# Айвалъ (вилает Лозенград)
 Тази статия е за селото в Тракия.  За града на Егейско море вижте Айвалък.  
Айвалъ или Айвали (на турски: Ayvalı) е село в Източна Тракия, Турция, Вилает Лозенград, Околия Люлебургас.

## География
Селото се намира на 5 километра западно от Люлебургас.

## История
В 19 век Айвалъ е село в Одринския вилает на Османската империя. Според статистиката на професор Любомир Милетич в 1912 година в Айвали живеят 200 гръцки семейства.